# Velîka Klețka, Koreț
Velîka Klețka (în ucraineană Велика Клецька) este localitatea de reședință a comunei Velîka Klețka din raionul Koreț, regiunea Rivne, Ucraina.

## Demografie
Componența lingvistică a localității Velîka Klețka
     Ucraineană (99,17%)
     Alte limbi (0,83%)
Conform recensământului din 2001, majoritatea populației localității Velîka Klețka era vorbitoare de ucraineană (99,17%), existând în minoritate și vorbitori de alte limbi.